# Otto Ciliax
Otto Ciliax (né le 30 octobre 1891 à Neudietendorf et mort le 12 décembre 1964 à Lübeck est un amiral allemand ayant participé à la Première et à la Seconde Guerre mondiale.

## Biographie
Le 9 août 1916, en tant qu'officier de quart de l'U-Boot SM U-52, il participe au torpillage du HMS Nottingham (en).
En 1942, pendant la Seconde Guerre mondiale, il organise avec succès l'opération Cerberus, durant laquelle les cuirassés Scharnhorst et Gneisenau, le croiseur lourd Prinz Eugen et plusieurs navires de la Kriegsmarine quittent Brest et rejoignent divers ports d'Allemagne en traversant la Manche sans être inquiétés par les Britanniques.

## Distinctions
- Croix de chevalier de la croix de fer